# Laghi del Giappone
La gran parte dei laghi in Giappone è di origine vulcanica e molti si trovano in montagna, dove sono stati costruiti interi villaggi turistici. Il lago Biwa è il più grande del Giappone, con una superficie di 670 km²; altri laghi importanti sono il lago Inawashiro e il lago Kussharo.

## Lista di laghi giapponesi
La lista che segue è in ordine di superficie
- Lago Biwa (琵琶湖)
- Lago Kasumigaura (霞ヶ浦)
- Lago Saroma (サロマ湖)
- Lago Inawashiro (猪苗代湖)
- Lago Nakaumi (中海)
- Lago Kussharo (屈斜路湖)
- Lago Shinji (宍道湖)
- Lago Shikotsu (支笏湖)
- Lago Tōya (洞爺湖)
- Lago Hamana (浜名湖)
- Lago Ogawara (小川原湖)
- Lago Towada (十和田湖)
- Lago Notoro (能取湖)
- Lago Fūren (風蓮湖)
- Lago Kitaura (北浦)
- Lago Abashiri (網走湖)
- Lago Akkeshi (厚岸湖)
- Lago Hachirōgata (八郎潟調整池)
- Lago Tazawa (田沢湖)
- Lago Mashū (摩周湖)
- Lago Jūsan (十三湖)
- Lago Kutcharo (クッチャロ湖)
- Lago Akan (阿寒湖)
- Lago Suwa (諏訪湖)
- Lago Chūzenji (中禅寺湖)
- Lago Ikeda (池田湖)
- Lago Hibara (檜原湖)
- Lago Hinuma (涸沼)
- Lago Inbanuma (印旛沼)
- Lago Tōfutsu (涛沸湖)
- Lago Kumihama-wan (久美浜湾)
- Lago Mangokuura (万石浦)
- Lago Koyama-ike (湖山池)
- Lago Ashinoko (芦ノ湖)
- Lago Yamanaka (山中湖)
- Lago Tōro (塘路湖)
- Lago Matsukawaura (松川浦)
- Lago Sotonasakaura (外浪逆浦)
- Lago Urumonbetsu (得茂別湖)
- Lago Kawaguchi (河口湖)
- Lago Onnetō (温根沼)
- Lago Takahokonuma (鷹架沼)
- Lago Inohana
- Lago Ōnuma (大沼)
- Lago Komuke (コムケ湖)
- Lago Kamo (加茂湖)
- Lago Motosu (本栖湖)
- Lago Kuttara (倶多楽湖)
- Lago Yūdōnuma (湧洞沼)
- Lago Nojiri (野尻湖)
- Lago Toshimoi (年萌湖)
- Lago Suigetsu (水月湖)
- Lago Kahokugata (河北潟)
- Lago Teganuma (手賀沼)
- Lago Konuma (小沼)
- Lago Akimoto (秋元湖)
- Lago Shikaribetsu (然別湖)
- Lago Hichirippunuma (火散布沼)
- Lago Obuchinuma (尾駮沼)
- Lago Mikata (三方湖)
- Lago Higashibiroku (東ビロク湖)
- Lago Ushikunuma (牛久沼)
- Lago Panketō (パンケ沼)
- Lago Izunuma (伊豆沼)
- Lago Naganuma (長沼)
- Lago Numazawa (沼沢湖)
- Lago Ichihishinai (一菱内湖)
- Lago Panketō (パンケトー)
- Lago Nishibiroku (西ビロク湖)
- Lago Shibetoronuma (蘂取沼)
- Lago Usoriyama (宇曽利山湖)
- Lago Shibunotsunai (シブノツナイ湖)
- Lago Naibonuma (内保沼)
- Lago Utonai (ウトナイ湖)
- Lago Nishinoko (西の湖)
- Lago Kitagata (北潟湖)
- Lago Saiko (西湖)
- Lago Poronuma (ポロ沼)
- Lago Ozenuma (尾瀬沼)
- Lago Shirarutoronuma (シラルトロ沼)
- Lago Shibayamagata (柴山潟)
- Lago Yogo (余呉湖)
- Lago Oikamanaenuma (生花苗沼)
- Lago Akimoto (青木湖)
- Lago Ichiyanaginuma (市柳沼)
- Lago Onogawa (小野川湖)
- Lago Kizaki (木崎湖)
- Lago Keramui (ケラムイ湖)
- Lago Anenuma (姉沼)
- Lago Tamoginuma (田面木沼)
- Lago Penketō (ペンケ沼)
- Lago Kabutonuma (兜沼)
- Lago Kimonmanuma (キモンマ沼)
- Lago Rausunuma (ラウス沼)
- Lago Kugushi (久々子湖)
- Lago Nagazuraura (長面浦)
- Lago Toyanogata (鳥屋野潟)
- Lago Torinoumi (鳥の海)
- Lago Chōbushi (長節湖)
- Lago Takkobu (達古武湖)
- Lago Yodaura (与田浦)
- Lago Haruna (榛名湖)
- Lago Sanaru (佐鳴湖)
- Lago Unagiike (鰻池)
- Lago Tappinuma (田光沼)
- Lago Jinzai (神西湖)
- Lago Kibagata (木場潟)
- Lago Uchinuma (内沼)
- Lago Chimikeppu (チミケップ湖)
- Lago Shananuma (紗那沼)
- Lago Asanainuma (浅内沼)